# Above the line
Above the line är ett begrepp inom marknadsföring. Med above the line reklam menas så kallad klassisk eller traditionell reklam i tidningar, radio eller tv som är direkt synliga för alla i allmänheten. Motsatsen är below the line reklam som siktar på att nå mer specifika målgrupper.